# The Vegan Society
The Vegan Society és una organització no lucrativa del Regne Unit que es dedica a promoure el veganisme.
Fundat al Regne Unit al novembre de 1944 per Donald Watson, va ser la primera societat creada per vegans, i va encunyar el terme vegà per "vegetarians que no consumeixen làctics". La paraula llavors a passat al l'ús comú i és usada en varietat de maneres. La data de la fundació de l'associació, l'1 de novembre, és ara celebrat anualment com el World Vegan Day (Dia Mundial Vegà).

## Activitats
- Informació — com la pàgina web, pamflets, llibres, vídeos
- Suport — xarxa de contactes locals
- Llicencia el seu símbol del gira-sol a companyes - per l'etiquetatge de productes
- Publica The Vegan — una revista trimestral enviada gratuïtament als membres de la societat
- Publica Animal-Free Shopper — una llista de productes vegans disponibles al Regne Unit (actualitzada cada dos anys aproximadament)

## Movement for Compassionate Living
Grup escindit de la Vegan Society, el Movement for Compassionate Living (Moviment per una Vida Compassiva) va ser fundat el 1984 per l'anterior secretaria de la Vegan Society Kathleen Jannaway.